# María del Socorro Solanich Lacombre
María del Socorro Solanich Lacombre (segle XIX - segle XX) fou una mestra i regidora valenciana).
Fou mestra de l'Escola Graduada Annexa de Xiquetes des de 1911 i també directora. Durant la Dictadura de Primo de Rivera fou nomenada regidora de l'Ajuntament d'Alacant i designada suplent del regidor-jurat, vocal de la Comissió d'Instrucció Pública de la Comissió Especial de l'Eixample. Des desembre del 1924 a febrer de 1930 va lluitar juntament amb dues companyes regidores, Catalina García-Trejo i Cándida Jimeno Gargallo, per aconseguir millorar les condicions dels locals escolars i augmentar el nombre de places, ateses les escasses escoles públiques. S'endreçaren locals o es donaren altres propis, més adequats per a algunes escoles que estaven instal·lades en llocs dedicats a altres serveis. Es va acordar la construcció d'una escola nova ala partida de Bacarot i es van llogar cases per a mestres a Tabarca. El 1926 es concediren 8.000 pessetes per a contribuir a la construcció del centre Primo de Rivera de la ciutat. L'Ajuntament contribuïa amb el solar i una xicoteta quantitat del cost de l'obra. Alhora, però, l'Escola Jardí ja no tenia jardí ni condicions i obriren a la ciutat 8 centres escolars religiosos. Malgrat els esforços de l'Ajuntament, la premsa alacantina continua denunciant la manca d'escoles, sobretot als barris i la manca de condicions higièniques i materials dels locals. El curs 1926-1927 arriba com a professora a l'Escola Normal de Mestres. Després de la Guerra Civil, és nomenada directora de la Graduada Annexa de Xiquetes, professora de l'Escola Normal de Pràctiques i de Música, segons l'acta del claustre de 8 de març de 1940 de l'Escola Normal, per la seua afecció al Gloriós Moviment Nacional. Es jubilà aquest mateix any.